# Federazione di baseball della Corea del Sud
La Federazione sudcoreana di baseball (eng. Korea Baseball Association; kor. 대한 야구 협회) è un'organizzazione fondata nel 1946 per governare la pratica del baseball in Corea del Sud.
Organizza il campionato di baseball sudcoreano, e pone sotto la propria egida la nazionale maschile.